# Wurzel-Jesse-Fenster (Bordeaux, St-Michel)

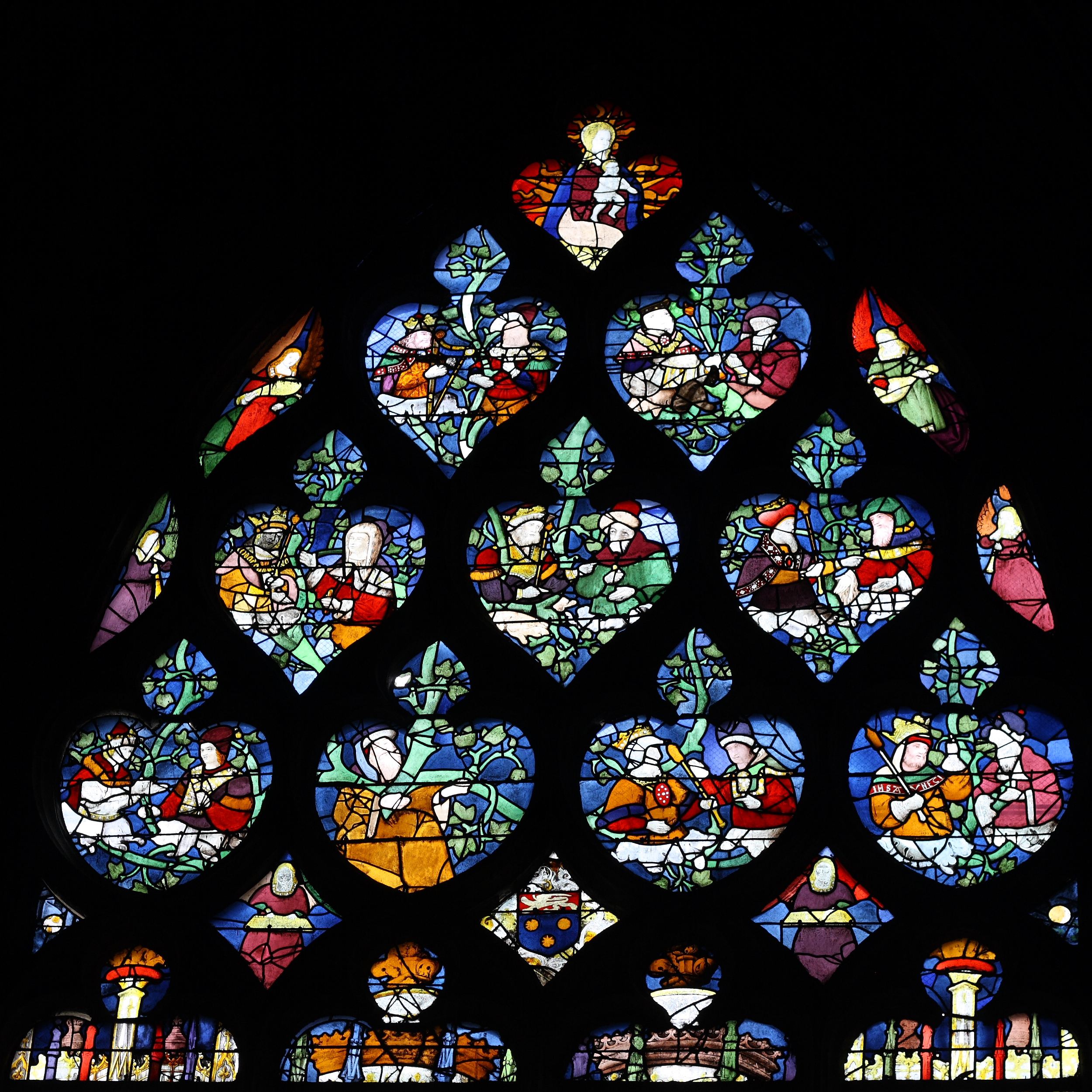
Wurzel-Jesse-Fenster in Bordeaux

Das Wurzel-Jesse-Fenster in der katholischen Kirche St-Michel in Bordeaux, einer französischen Stadt im Département Gironde in der Region Nouvelle-Aquitaine, wurde um 1517 geschaffen. Das Bleiglasfenster wurde 1846 als Teil der Kirche als Monument historique in die Liste der Baudenkmäler in Frankreich aufgenommen.
Das Fenster wurde von einer unbekannten Werkstatt geschaffen. Es zeigt im Maßwerk die Wurzel Jesse, ein weit verbreitetes Bildmotiv der christlichen Kunst des Mittelalters und der frühen Neuzeit. Es wird der Stammbaum Christi in Gestalt eines Baumes dargestellt, der aus der Figur Jesses herauswächst.  
Neben dem Wurzel-Jesse-Fenster sind noch weitere Fenster aus der Zeit der Renaissance in der Kirche erhalten.

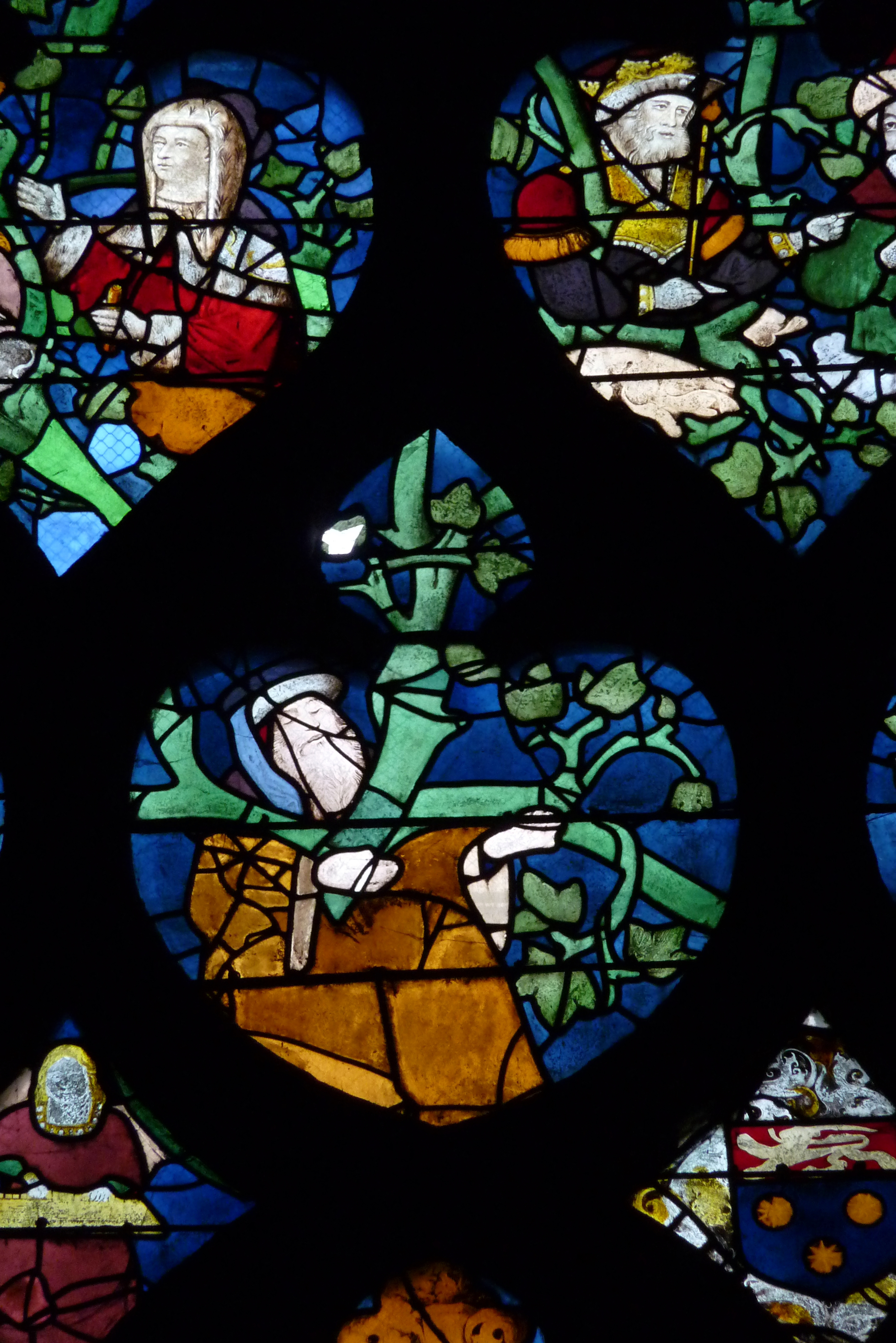
Könige Israels
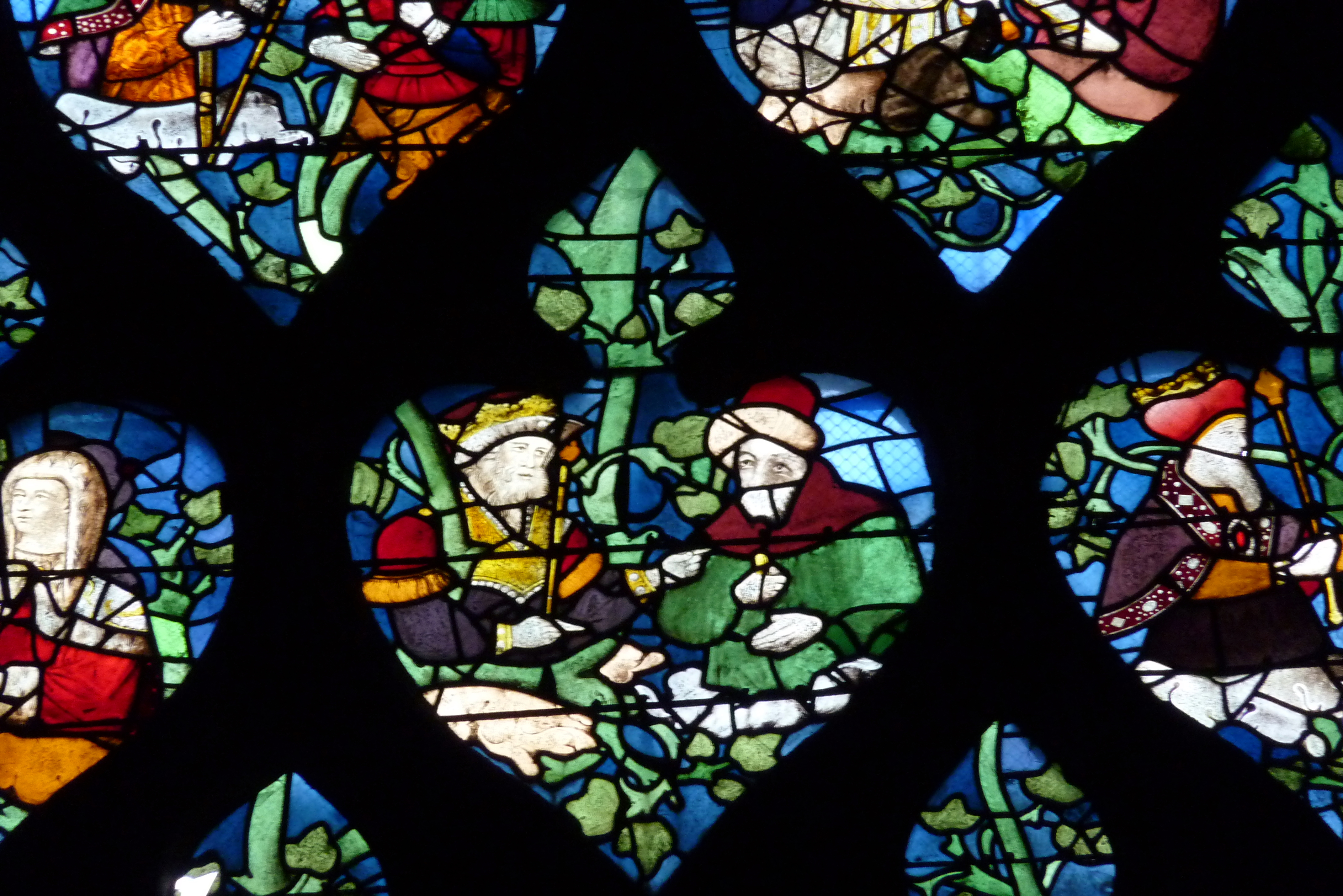
Könige Israels
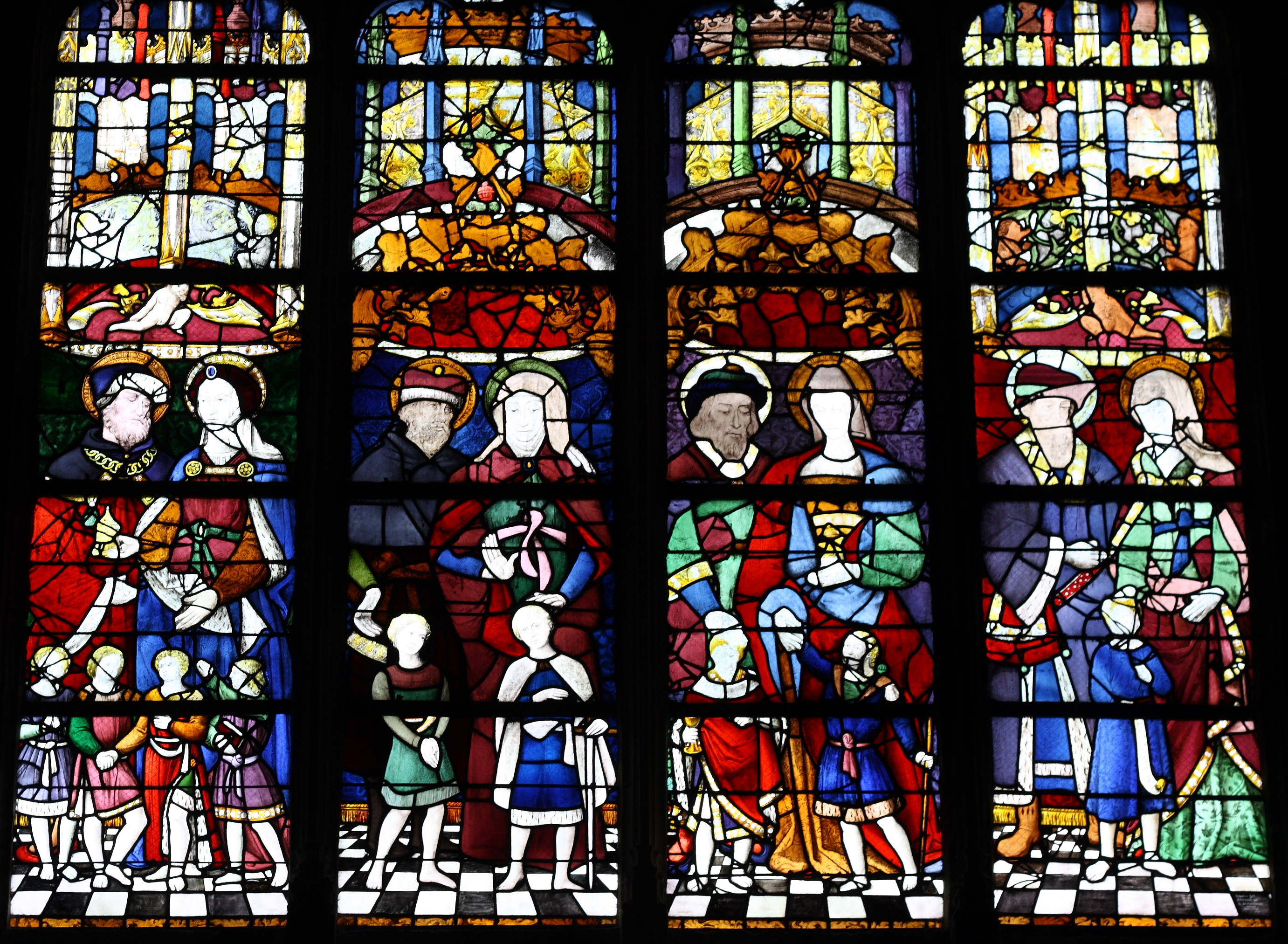
Die Stifter (klein) und ihre Namenspatrone